# Pierre-William Glenn
Pierre-William Glenn (Parigi, 31 ottobre 1943 – Parigi, 24 settembre 2024) è stato un direttore della fotografia francese.

## Biografia
Fu collaboratore del regista Bertrand Tavernier per circa un decennio e sette film, tra cui La morte in diretta (1980), che gli valse la candidatura al Premio César per la migliore fotografia. Lavorò in tre occasioni con François Truffaut, in particolare per il classico Effetto notte (1973).

## Riconoscimenti
- Premio César per la migliore fotografia
  - 1981: candidato - La morte in diretta

## Filmografia parziale
- Paulina s'en va, regia di André Téchiné (1969)
- Solo andata (Un aller simple), regia di José Giovanni (1971)
- Mica scema la ragazza! (Une belle fille comme moi), regia di François Truffaut (1972)
- L'Amerikano (État de siège), regia di Costa-Gavras (1972)
- Effetto notte (La nuit américaine), regia di François Truffaut (1973)
- L'orologiaio di Saint-Paul (L'horloger de Saint-Paul), regia di Bertrand Tavernier (1974)
- Che la festa cominci... (Que la fête commence), regia di Bertrand Tavernier (1975)
- Gli anni in tasca (L'argent de poche), regia di François Truffaut (1976)
- Il giudice e l'assassino (Le juge et l'assassin), regia di Bertrand Tavernier (1976)
- La minaccia (La menace), regia di Alain Corneau (1977)
- Fai la maturità prima (Passe ton bac d'abord), regia di Maurice Pialat (1979)
- Una piccola storia d'amore (A Little Romance), regia di George Roy Hill (1979)
- Una settimana di vacanza (Une semaine de vacances), regia di Bertrand Tavernier (1980)
- Loulou, regia di Maurice Pialat (1980)
- La morte in diretta (La Mort en direct), regia di Bertrand Tavernier (1980)
- Codice d'onore (Le choix des armes), regia di Alain Corneau (1981)
- Colpo di spugna (Coup de torchon), regia di Bertrand Tavernier (1981)
- Mississippi Blues, regia di Bertrand Tavernier (1983)
- Strada senza ritorno (Street of No Return), regia di Samuel Fuller (1989)
- Un'arida stagione bianca (A Dry White Season), regia di Euzhan Palcy (1989)
- Per caso o per azzardo (Hasards ou coïncidences), regia di Claude Lelouch (1998)
- And Now... Ladies & Gentlemen, regia di Claude Lelouch (2002)
- 11 settembre 2001 (11/09/01 - September 11), episodio Francia, regia di Claude Lelouch (2002)